# Тул, Оттис
О́ттис Э́лвуд Тул (англ. Ottis Elwood Toole; 5 марта 1947 — 15 сентября 1996) — американский серийный убийца, поджигатель, насильник, грабитель и каннибал. Вместе со своим сообщником Генри Лукасом и своей племянницей Бекки совершили серию убийств, грабежей, изнасилований, поджогов с особой жестокостью. Дело банды Лукаса вызвало большой общественный резонанс в американском обществе и на государственном уровне.

## Биография

### Ранние годы и первые убийства
Оттис Тул родился 5 марта 1947 года в Джексонвилле, штат Флорида. Его отец был алкоголиком и бросил семью, мать страдала психическим расстройством, а сам он страдал слабоумием, эпилепсией и пироманией. Мать одевала мальчика в женскую одежду и называла его женским именем Сьюзен; старшая сестра и сосед подвергали его сексуальному насилию.  По словам Тула, его бабушка была сатанисткой и подвергала его сатанистским практикам. Часто сбегал из дома и ночевал в заброшенных местах. Также он утверждал, что уже в 12 лет имел сексуальные отношения с соседским мальчиком, начал посещать гей-бары и в 10 классе бросил школу.
Первое убийство Тул совершил в 14 лет — он убил коммивояжёра, который хотел его изнасиловать. Поняв, что ему не совладать со взрослым мужчиной, подросток сел в его машину, завёл ее и задавил насильника. С этого момента Оттиса стала преследовать жажда убийств, и чтобы подавить её, он начал заниматься поджигательством. В 1964 году, в возрасте 17 лет, он был арестован за бродяжничество.
Период жизни с 1966 по 1973 годы малоизвестен, но исследователи уверены, что он перемещался по юго-западу США, занимаясь мужской проституцией и попрошайничеством. Некоторое время он проживал в штате Небраска, где стал одним из главных подозреваемых в убийстве 24-летней Патрисии Уэбб; вскоре он  переехал в штат Колорадо, где поселился в городе Боулдер. Спустя месяц проживания в Боулдере он стал подозреваемым в убийстве 31-летней Эллен Холлман, после чего уехал и вернулся в свой родной город.

### Встреча с Генри Ли Лукасом и преступления
В 1975 году Оттис Тул познакомился с Генри Ли Лукасом, который к тому времени уже был убийцей-рецидивистом и прошёл принудительное лечение в психиатрической больнице после убийства своей матери. Отношения Лукаса и Тула развивались быстро, уже в первый день знакомства они стали любовниками, и Лукас переехал в квартиру Тула. В том же году Тул женился на женщине, которая была старше его на 25 лет; через три дня они развелись, поскольку супруге стало известно о его гомосексуальных отношениях с Лукасом.

Генри Ли Лукас и Оттис Тул вместе со своей 12-летней племянницей Фридой Бекки Пауэлл стали жить вместе. Девочка восхищалась образом жизни своего дяди и его друга. Лукас сблизился с Бекки, любил её и заботился о ней как о собственной дочери, параллельно обучая её основам воровства, грабежа и убийства. Троица угнала грузовик и поехала «искать счастья». Также Тул начал изучать обычаи каннибалов. Убийцы разработали устойчивый способ совершения преступлений: жертву убивают, предварительно изнасиловав, после чего труп свежуется и жарится к обеду или ужину. Остатки жертвы закапывались далеко от места убийства, что также затрудняло расследование. Преступники были крайне предусмотрительны: выбор падал на жертв только тогда, когда они убеждались, что жертва переезжает в другой штат, и, соответственно, некоторое время её искать не будут. По словам убийц, путешествуя в около 26 штатах Америки за один год, они убили 97 человек, их жертвами являлись автостопщики, эмигранты и проститутки.
«Оттис любил человечину и «подсадил» меня на неё. Сначала мы насиловали жертву, потом убивали её, а затем снова насиловали. И лишь потом пускали её мясо на еду. Это достаточно вкусно, особенно с кетчупом. Несъедобные остатки расчленяли и закапывали их в разных местах, предварительно раздробив голову молотком». (Генри Ли Лукас)

### Разрыв отношений и арест
Во Флориде Бекки посадили в колонию для несовершеннолетних, позже Генри Ли Лукас и Оттис Тул вызволили её оттуда. В 1982 году пара маньяков разошлась. Генри Ли Лукас вместе с Бекки сбежали от Оттиса и стали любовниками (в 1983 году они поссорились, и Генри убил её, а затем расчленил труп). По словам Тула, он трудно перенёс это предательство и в ярости убил 9 человек и поджёг 64-летнего мужчину. В апреле 1983 года Тул был арестован за поджог в Джексонвилле. За это преступление он был приговорён к 20 годам лишения свободы и лишь под стражей решил сознаться в своих многочисленных убийствах. В том же году был пойман и Генри Ли Лукас.

### Убийство Адама Уолша

Фотография Адама Уолша

21 октября 1983 года, уже будучи заключённым, Тул признался в убийстве шестилетнего мальчика — Адама Уолша, сына известного телеведущего и следователя по уголовным делам Джона Уолша. Полиция начала расследование, это дело вызвало резонанс в обществе. В 1981 году Адам Уолш пропал в Торговом центре Сирс, через две недели в канаве была обнаружена его отрезанная голова, а тело так никогда и не было найдено. Отец мальчика привлёк настолько значительное внимание общественности и СМИ к поиску пропавших несовершеннолетних, что пришлось пересмотреть все законы о защите детей, а также появилась известная телепрограмма Наиболее разыскиваемые в Америке. Тул утверждал, что подобрал мальчика на парковке торгового центра Сирс, предложил ему конфеты и игрушки, в результате тот поехал с ним на машине. Вскоре ребёнок передумал, захотел пойти домой и стал плакать. Тул ударил его по лицу, он начал плакать сильнее, и похититель стал избивать его. В конце концов Тул остановился в сельской местности и при помощи мачете обезглавил ребёнка. Последующие несколько дней он ездил на машине, забыв о том, что в ней находится голова ребёнка, а затем вспомнил и выбросил её в ближайшую канаву.
Наряду с Тулом одним из главных подозреваемых в убийстве Адама Уолша был известный американский серийный убийца Джеффри Дамер. В 2008 году дело по убийству Уолша было закрыто, вероятным убийцей был признан Оттис Тул.

### Смерть
На момент 5 доказанных убийств Суд приговорил Тула к смертной казни, но после приговор заменили на пожизненное лишение свободы. Оттис Тул скончался в тюрьме Флориды 15 сентября 1996 года из-за цирроза печени. Генри Ли Лукас умер 13 марта 2001 года  от сердечного приступа.

## В массовой культуре
- «Генри: портрет серийного убийцы» — фильм вольно трактует биографию Тула. С Генри они никогда не были  сокамерниками. Также в фильме показано, что Лукас убил Тула и убежал с Бекки Пауэлл; в реальности Тул умер в тюрьме спустя много лет после этого случая.
- «Генри: Портрет серийного убийцы 2»
- «Бродяга Генри Ли Лукас»